# Nederlandse Hersenbank

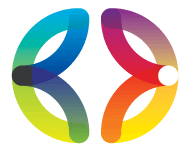
Logo van de Nederlandse Hersenbank

De Nederlandse Hersenbank (NHB) verzamelt hersenweefsel van overleden personen die zich bij leven als hersendonor registreren. Er wordt hersenweefsel van donoren met diverse (psychiatrische) hersenaandoeningen maar ook van neurologisch gezonde donoren verzameld. Door goede afspraken met het VU medisch centrum (VUmc) kan de hersenobductie snel plaatsvinden. Het hersenweefsel is daardoor van hoge kwaliteit. De NHB stelt dit hersenweefsel, voorzien van klinisch en neuropathologisch goed gedocumenteerde gegevens, beschikbaar aan wetenschappers over de hele wereld.
Door wetenschappelijk onderzoek aan dit weefsel ontstaat er meer inzicht in de werking van onze hersenen. Hierdoor kunnen therapieën ontwikkeld worden voor de behandeling van neurologische en psychiatrische hersenziekten.
Alle procedures van de NHB zijn in overeenstemming met de nationale wetgeving en afgestemd op de rechten van de mens (zelfbeschikkingsrecht, waardigheid en integriteit). Het hersenweefsel wordt geanonimiseerd beschikbaar gesteld voor onderzoek. De ethische principes waaraan de NHB zich houdt en de juridische inbedding van de procedures van de NHB zijn samengevat in de ethische en juridische verklaring Nederlandse Hersenbank.

## Organisatie
In 1978 werd Professor Dick Swaab directeur van het Nederlands Instituut voor Hersenonderzoek, tegenwoordig het Nederlands Herseninstituut. In 1985 richtte hij samen met Prof. Dr. Eric Fliers en met medewerking van de neuropathologen Prof. Frans Stam (VUmc) en Dr. Wouter Kamphorst (VUmc) de Nederlandse Hersenbank op, om het onderzoek naar hersenziekten te faciliteren. De huidige directeur van de NHB is Dr. Inge Huitinga.
De NHB is onderdeel van het Nederlands Herseninstituut, een instituut van de Koninklijke Nederlandse Akademie van Wetenschappen (KNAW) en is gevestigd in Amsterdam. De NHB werkt nauw samen met de afdeling Pathologie van VU medisch centrum (VUmc) in Amsterdam.

## Donorprogramma
De database van de NHB telt op dit moment meer dan 3.750 geregistreerde donoren, personen die zich hebben geregistreerd als toekomstig hersendonor. Een deel van deze personen heeft een psychiatrisch of een neurologisch ziektebeeld, maar ongeveer de helft van deze personen zijn gezonde personen, de zogenoemde controledonoren. Ieder stukje hersenweefsel van een patiënt met een hersenziekte wordt vergeleken met een zelfde stukje hersenweefsel (iemand van hetzelfde geslacht en dezelfde leeftijd) van een controledonor. Daarom zijn controledonoren zeer belangrijk voor wetenschappelijk onderzoek. De neurologische ziektebeelden waar de NHB zich op richt zijn onder andere de ziekte van Parkinson, multiple sclerose (MS), frontotemporale dementie en de ziekte van Alzheimer.  Om hersenonderzoek na overlijden op optimale wijze te kunnen uitvoeren heeft de NHB haar donorregistratieprocedure aangepast aan de vraag vanuit de onderzoekswereld. Indien de vraag kleiner is dan het huidige aanbod van donoren kan er een (tijdelijke) registratiestop worden ingesteld voor bepaalde ziektebeelden.
Naast personen met een neurologisch ziektebeeld, registreert de NHB ook personen met een psychiatrisch ziektebeeld. Omdat er een groot tekort is aan hersendonoren met psychiatrische aandoeningen, informeert de NHB haar belangstellenden door middel van actieve donorwerving graag over de mogelijkheid van registratie als toekomstig hersendonor (zie ‘NHB-Psy’ hieronder) bij de NHB.
Registratie bij de NHB is geheel vrijwillig en is mogelijk door het Toestemmingsformulier Nederlandse Hersenbank in te vullen en te ondertekenen. Men kan in het bezit zijn van een hersencodicil en geregistreerd zijn in het Donorregister. Echter, bij overlijden is het niet mogelijk zowel de organen als de hersenen uit te nemen. Alleen de combinatie hersenobductie en het doneren van weefsels is mogelijk. Wanneer een persoon zich heeft geregistreerd bij de NHB en ook geregistreerd staat bij het Donorregister en de betrokkene komt nog in aanmerking voor orgaantransplantatie, zal dit voorrang hebben op de hersenobductie, tenzij de betrokkene anders heeft aangegeven. Voor transplantatie van organen en/of weefsels zal de behandelend arts contact op moeten nemen met de Nederlandse Transplantatie Stichting.

## Conserveren van hersenweefsel
Er worden na het uitnemen van de hersenen ongeveer zeventig hersengebieden uitgenomen en geconserveerd voor wetenschappelijk onderzoek. Het hersenweefsel wordt tijdens de obductie ingevroren bij -196°C en vervolgens bewaard bij -80°C of chemisch behandeld om het geschikt te maken voor onderzoek en vervolgens geanonimiseerd opgeslagen onder een code. De neuropatholoog stelt op basis van de medische gegevens en microscopische bevindingen een Engelstalig rapport op met de einddiagnose. Het rapport concentreert zich op neurologische afwijkingen die zichtbaar zijn onder de microscoop.

## Wetenschappelijk onderzoek met hersenweefsel
De gemiddelde tijd tussen het overlijden en de obductie bedraagt ongeveer zes uur. Het hersenweefsel is hierdoor van zeer hoge kwaliteit en zeer geschikt voor immunohistochemische kleuringen en RNA-, DNA-, suiker-, vet- en eiwitanalyses. Medische gegevens van de donoren worden door de NHB verzameld, samengevat en geanonimiseerd. De NHB ontvangt en verwerkt jaarlijks verschillende aanvragen voor hersenweefsel van wetenschappelijk onderzoekers in binnen- en buitenland. Na beoordeling van de aanvraag door de wetenschappelijke commissie, wordt het hersenweefsel vergezeld van een rapport met geanonimiseerde informatie over de hersendonor verzonden naar de betreffende onderzoeker. De onderzoeken die met het weefsel worden verricht betreffen verschillende soorten onderzoek waarbij diverse histologische, cellulaire en moleculaire technieken worden toegepast. Het doel van dit onderzoek is meer inzicht te krijgen in de normale werking van de hersenen en de ziekteprocessen die ten grondslag liggen aan de verschillende neurologische en psychiatrische ziektebeelden. Elke twee jaar wordt er door de NHB een overzicht gepubliceerd van onderzoek dat verricht is met hersenweefsel uitgegeven door de NHB. Op de website van de NHB is een overzicht te vinden van de onderzoeksprojecten die gebruik maken (of recent gebruik hebben gemaakt) van via de NHB verkregen hersenweefsel.

## NHB-Psy
Eind 2012 is de Nederlandse Hersenbank voor Psychiatrie gestart, een project van de NHB. Het NHB-Psy project richt zich op het actief informeren van personen met psychiatrische ziektebeelden over de mogelijkheid zich te registreren bij de NHB. Hierdoor wordt het mogelijk om menselijk hersenweefsel van donoren met een psychiatrisch ziektebeeld beschikbaar te stellen voor onderzoek naar de oorzaken van psychiatrische aandoeningen. Het doel van het project is om een bijdrage te kunnen leveren aan de ontwikkeling van betere behandelmethoden in de toekomst en dus aan een betere kwaliteit van leven bij mensen met een psychiatrisch ziektebeeld en hun naasten. Dit project richt zich op de psychiatrische ziektebeelden schizofrenie en/of psychosen, ernstige depressie, bipolaire stoornis, autismespectrumstoornis, ADHD, obsessieve compulsieve stoornis (OCD) en posttraumatische stressstoornis (PTSS). Het is tot op heden nog niet duidelijk wat er precies anders is in de hersenen bij iemand met een psychiatrisch ziektebeeld. Er zijn geen duidelijke afwijkingen (laesies) in de hersenen te vinden. Naast beeldvorming-onderzoek (MRI), dieronderzoek en genetisch onderzoek is het onderzoek naar hersenweefsel een belangrijke aanvulling om meer te weten te komen over het ontstaan van psychiatrische ziektebeelden. Alleen op deze manier kan op het kleinste cel- en moleculair niveau onderzoek gedaan worden. NHB-Psy werkt nauw samen met verschillende cohortstudies. Door middel van deze cohortstudies worden extra onderzoeksgegevens verzameld over de geregistreerde personen die zich aanmelden via deze studies. Daarnaast worden door het project extra onderzoeksgegevens verzameld door het MINI+ interview af te nemen bij donoren: een psychiatrisch interview dat psychische klachten in kaart brengt.